# Marguerite Moreau
Marguerite C. Moreau (Riverside, 25 aprile 1977) è un'attrice statunitense.

## Biografia
Nata a Riverside, in California, debutta da adolescente nel ruolo di Melanie nella serie televisiva Blossom (1994-1995). Grazie a questa interpretazione ottiene altri ruoli da guest star in altre serie, come Crescere, che fatica! e Una famiglia del terzo tipo. Nel 1992 debutta anche al cinema con il film Disney per ragazzi Stoffa da campioni, riscuotendo un buon successo e venendo richiamata anche per i due sequel.
Una volta cresciuta, prende parte a diverse serie televisive, come Smallville, Lost, The O.C. e Grey's Anatomy . Recita anche in alcune produzioni cinematografiche, come La regina dei dannati e Wet Hot American Summer.

## Vita privata
È sposata dal 22 maggio 2010 con l'attore canadese Christopher Redman, con cui ha avuto un figlio, Casper Hayes Redman, nel 2015.

## Filmografia

### Cinema
- Stoffa da campioni (The Mighty Ducks), regia di Stephen Herek (1992)
- Piccoli grandi eroi (D2: The Mighty Ducks), regia di Sam Weisman (1994)
- Free Willy 2 (Free Willy 2: The Adventure Home), regia di Dwight H. Little (1995)
- Ducks - Una squadra a tutto ghiaccio (D3: The Mighty Ducks), regia di Robert Lieberman (1996)
- Sesso & potere (Wag the Dog), regia di Barry Levinson (1997)
- Il grande Joe (Mighty Joe Young), regia di Ron Underwood (1998)
- Wet Hot American Summer, regia di David Wain (2001)
- La regina dei dannati (Queen of the Damned), regia di Michael Rymer (2002)
- La giuria (Runaway Jury), regia di Gary Fleder (2004)
- Beverly Hills Chihuahua, regia di Raja Gosnell (2008)
- Ingenious, regia di Jeff Balsmeyer (2009)
- Easier with Practice, regia di Kyle Patrick Alvarez (2009)
- Douchebag, regia di Drake Doremus (2010)
- Caroline and Jackie, regia di Adam Christian Clark (2013)
- A Night to Regret, regia di Tom Shell (2018)
- Paddleton, regia di Alex Lehmann (2019)
- Into the Ashes - Storia criminale (Into the Ashes), regia di Aaron Harvey (2019)

### Televisione
- Amazing Grace – serie TV, 5 episodi (1995)
- Smallville – serie TV, episodio 1x18 (2002)
- Helter Skelter, regia di John Gray – film TV (2004)
- Life as We Know It – serie TV, 10 episodi (2004-2005)
- Lost – serie TV, 1 episodio (2005)
- The O.C. – serie TV, 4 episodi (2005)
- A proposito di Brian (What About Brian) – serie TV, 6 episodi (2006)
- Ghost Whisperer - Presenze (Ghost Whisperer) – serie TV, episodio 2x12 (2007)
- The Consultants, regia di Damon Santostefano – film TV (2008)
- Mad Men – serie TV, episodio 2x04 (2008)
- Detective Monk (Monk) – serie TV, episodio 8x11 (2009)
- CSI: NY – serie TV, episodio 6x08 (2009)
- Parenthood – serie TV, 4 episodi (2010)
- Shameless – serie TV, 6 episodi (2011-2012)
- Grey's Anatomy – serie TV, 7 episodi (2013-2014)
- Mai fidarti della tua ex (Inconceivable), regia di Tom Shell – film TV (2016)
- Un divorzio pericoloso (Ex-Wife Killer), regia di Danny J. Boyle – film TV (2017)
- Wet Hot American Summer: First Day of Camp, regia di David Wain – miniserie TV (2017)
- American Woman – serie TV, episodio 1x03 (2018)
- Tell Me a Story – serie TV, episodio 1x08 (2018)
- Stoffa da campioni - Cambio di gioco (The Mighty Ducks: Game Changers) – serie TV, episodio 1x06 (2021)
- High Potential – serie TV, episodio 1x11 (2025)
- The Pitt – serie TV, 4 episodi (2025)

## Doppiatrici italiane
Nelle versioni in italiano delle opere in cui ha recitato, Marguerite Moreau è stata doppiata da:
- Maria Letizia Scifoni in Ducks - Una squadra a tutto ghiaccio, Wet Hot American Summer: First Day of Camp, Wet Hot American Summer: Ten Years Later, High Potential
- Alida Milana in Stoffa da campioni
- Rossella Acerbo in Piccoli grandi eroi
- Francesca Fiorentini ne La regina dei dannati
- Laura Lenghi in Smallville
- Barbara De Bortoli in Life as We Know It
- Maura Cenciarelli in The O.C.
- Laura Latini in A proposito di Brian
- Monica Ward in Ghost Whisperer - Presenze
- Emanuela Baroni in Mad Men
- Domitilla D'Amico in Beverly Hills Chihuahua
- Chiara Gioncardi in Ingenious
- Cristina Boraschi in CSI: NY
- Francesca Manicone in Parenthood
- Georgia Lepore in Private Practice
- Federica De Bortoli in Shameless
- Emanuela D'Amico in Un divorzio pericoloso